# راديو الميعاد
أو الميعاد إف إم هو راديو ليبي يبث على الموجة القصيرة إف إم الشعار الرسمي للراديو كما يبث عبر أثيره هو ( الميعاد اف ام اعلم ما بعده اعلم ) الإذاعة تبث برامج متنوعة لكنها تهتم و تركز كامل برامجها على التراث الليبي ( الشعر الشعبي بأنواعه من شتاوة و غناوي علم و أيضا تبث أغاني و جميعها من التراث الليبي و لا تبث أي أغاني غير ليبية الإذاعة بدأت بثها سنة 2013 على التردد 98.3 إف إم كفسحة تراثية ليبية لعشاق التراث و الفلكلور الشعبي الليبي تبث الإذاعة برامجها من استوديوهاتها في العاصمة الليبية طرابلس.